# Politička podjela Sjedinjenih Američkih Država

## Političke i teritorijalne podjele
Upravne jedinice u Sjedinjenim Američkim Državama su: 
- pedeset saveznih država, koje su dalje podijeljena na okruge (county, parish (LA) i borough (AL)), gradove (city), township, sela (village) i druge zavisne i nezavisne jedinice lokalne uprave;
- savezna uprava, koja se sastoji od teritorija cijele države i federalnog distrikta, te je odgovorna za američka prekomorska područja (otočke teritorije i mali vanjski otok), indijanske rezervate, vojne baze, američke ambasade i konzulate;
- upravne jedinice, kao što su prirodni rezervati, zaštićene prirodne zone, školski distrikti, predstavljaju posebnu politički podređenu grupu.

Ukupno ima više od 85.000 političkih subjekata u Sjedinjenim Američkim Državama.

### Savezne države
Svaka savezna država ima svoju vladu, koja uglavnom radi po istom načelu kao federalna vlada u Washington D.C.-ju. Svaka država ima glavni grad i državne simbole, kao i Ustav i zakone. Jedino zakoni koji su proturječni postojećem federalnom zakonu nisu dopušteni. Točan balans neovisnosti kojeg bi savezne države trebale imati od federalne vlade je kroz povijest tema je brojnih rasprava u američkoj politici, naročito tokom 19. stoljeća. Svaka savezna država ima kraticu, npr. AZ za saveznu državu Arizonu.
Savezne države u sastavu Sjedinjenih Američkih Država su:
| - 1. AL Alabama - 2. AK Aljaska - 3. AZ Arizona - 4. AR Arkansas - 5. CO Colorado - 6. CT Connecticut - 7. DE Delaware - 8. FL Florida - 9. GA Georgia - 10. HI Havaji | - 11. ID Idaho - 12. IL Ilinois - 13. IN Indiana - 14. IA Iowa - 15. SD Južna Dakota - 16. SC Južna Karolina - 17. CA Kalifornija - 18. KS Kansas - 19. KY Kentucky - 20. LA Louisiana | - 21. ME Maine - 22. MD Maryland - 23. MA Massachusetts - 24. MI Michigan - 25. MN Minnesota - 26. MS Mississippi - 27. MO Missouri - 28. MT Montana - 29. NE Nebraska - 30. NV Nevada | - 31. NJ New Jersey - 32. NY New York - 33. NH New Hampshire - 34. NM Novi Meksiko - 35. OH Ohio - 36. OK Oklahoma - 37. OR Oregon - 38. PA Pennsylvania - 39. RI Rhode Island - 40. ND Sjeverna Dakota | - 41. NC Sjeverna Karolina - 42. TN Tennessee - 43. TX Texas - 44. UT Utah - 45. VT Vermont - 46. VA Virginia - 47. WA Washington - 48. WI Wisconsin - 49. WY Wyoming - 50. WV Zapadna Virginia |

### Federalni distrikt
Osim saveznih država, Sjedinjene Države broje i jedan federalni distrikt Kolumbije, gdje je smješten glavni grad Washington, D.C.

### Otočki teritorij
Nekoliko otočnih teritorija je također u sastavu Sjedinjenih Država. To su: Američka Samoa, Guam,  Sjevernomarijanski otoci, Portoriko, Američki Djevičanski otoci i Otok Wake.

### Mali udaljeni otoci SAD-a
Mali udaljeni otoci SAD-a u sastavu Sjedinjenih Država su devet nenaseljenih grupa otoma, koje osim istraživačkih timova ili vojnih trupa, nemaju stalne stanovnike. To su: Američka Samoa, Otok Baker, Guam, Otok Howland , Otok Jarvis, Atol Johnston, Greben Kingman, Atol Midway, Navassa, Sjevernomarijanski otoci, Atol Palmyra, Portoriko, Američki Djevičanski otoci i Otok Wake.